# Kanton Nantes-10
Nantes-10 is een voormalig kanton van het Franse departement Loire-Atlantique. Het kanton maakte deel uit van het arrondissement Nantes. Het werd opgeheven bij decreet van 25 februari 2014 met uitwerking op 22 maart 2015.

## Gemeenten
Het kanton Nantes-10 omvatte de volgende gemeenten:
- Nantes, het deel ten zuiden van de rivier de Loire
- Saint-Sébastien-sur-Loire